# Polichna Dolna (gromada)
Polichna Dolna – dawna gromada, czyli najmniejsza jednostka podziału terytorialnego Polskiej Rzeczypospolitej Ludowej w latach 1954–1972.
Gromady, z gromadzkimi radami narodowymi (GRN) jako organami władzy najniższego stopnia na wsi, funkcjonowały od reformy reorganizującej administrację wiejską przeprowadzonej jesienią 1954 do momentu ich zniesienia z dniem 1 stycznia 1973, tym samym wypierając organizację gminną w latach 1954–1972.
Gromadę Polichna Dolna z siedzibą GRN w Polichnie Dolnej utworzono – jako jedną z 8759 gromad na obszarze Polski – w powiecie kraśnickim w woj. lubelskim na mocy uchwały nr 10 WRN w Lublinie z dnia 5 października 1954. W skład jednostki weszły obszary dotychczasowych gromad Polichna Dolna wieś, Polichna Dolna kol., Polichna Górna wieś, Polichna Górna kol., Wojciechów wieś i Wojciechów kol. ze zniesionej gminy Brzozówka, obszary dotychczasowych gromad Zarajec, Michałówka i Stojeszyn kol. ze zniesionej gminy Modliborzyce, obszar dotychczasowej gromady Huta Józefów wraz z miejscowością Potok-Wołowa Głowa kol. z dotychczasowej gromady Dąbrowica ze zniesionej gminy Potok oraz miejscowość Rzeczyca Księża kol. z dotychczasowej gromady Rzeczyca Księża ze zniesionej gminy Trzydnik w tymże powiecie. Dla gromady ustalono 27 członków gromadzkiej rady narodowej.
29 lutego 1956 z gromady Polichna Dolna wyłączono wieś Michałówka, włączając ją do gromady Modliborzyce w powiecie janowskim w tymże województwie.
1 stycznia 1957 z gromady Polichna Dolna wyłączono kolonię Stojeszyn, włączając ją do gromady Stojeszyn w powiecie janowskim w tymże województwie.
Gromada przetrwała do końca 1972 roku, czyli do kolejnej reformy gminnej.